# Foolish Beat
Foolish Beat ist ein Lied von Debbie Gibson aus dem Jahr 1988, das von ihr geschrieben und produziert wurde. Es erschien auf dem Album Out of the Blue.

## Geschichte
Die Aufnahmen fanden im Winter 1987 statt und die Veröffentlichung war am 11. April 1988. Durch den Popsong wurde Gibson mit 17 Jahren zur jüngsten Frau, die ein Lied alleine schrieb, alleine produzierte und alleine sang, das es auf die Spitze der Billboard Hot 100 schaffte.
Als Bonustrack für das Album Ms. Vocalist nahm Gibson eine neue Version des Songs auf.

## Musikvideo
Im Musikvideo trennt sich Debbie Gibson von ihrem Freund, bereut diesen Schritt, möchte alles wiedergutmachen und streicht dabei ihre Bemühungen ab. Der Clip endet damit, dass ihr Ex-Freund im Clip einen Blumenstrauß geschenkt bekommt (der von ihr ist), den Strauß in den Müll wirft und verschwindet.

## Chartplatzierungen
| ChartsChartplatzierungen       | Höchstplatzierung | Wochen |
| ------------------------------ | ----------------- | ------ |
| Schweiz (IFPI)                 | 10 (10 Wo.)       | 10     |
| Vereinigte Staaten (Billboard) | 1 (20 Wo.)        | 20     |
| Vereinigtes Königreich (OCC)   | 9 (9 Wo.)         | 9      |

| ChartsJahrescharts (1988)      | Platzierung |
| ------------------------------ | ----------- |
| Vereinigte Staaten (Billboard) | 32          |

## Coverversionen
- 1994: CatCat (Hyvästi)